# Андреа Гауденци
Андреа Гауденци (на италиански: Andrea Gaudenzi)  [anˈdrɛːa ɡauˈdɛntsi] е италиански тенисист и председател на Асоциацията на професионалните тенисисти (ATP) от януари 2020 г.

## Биография
Андреа Гауденци е роден на 30 юли 1973 г. в Фаенца, Италия. Дядо му основава тенис клуб, чичо му е петият най-високо класиран тенисист в Италия, баща му също играе тенис. Гауденци започва да играе тенис на 3 години. Гауденци завършва право в Болонски университет с отличие.

## Кариера
Андреа Гауденци става професионалист през 1990 г., след като е станал световен шампион за юноши, като печели титлите за юноши на Откритото първенство на Франция и Откритото първенство на САЩ.
През 1995 г. достига до номер 18 в света в ранглистата на сингъл на ATP. Има победи над Роджър Федерер през 2002 г. в Рим, Пийт Сампрас на Откритото първенство на Франция през 2002 г., Джим Къриър на Откритото първенство на САЩ през 1994 г., Горан Иванишевич, Томас Мустер, Михаел Щих и Евгени Кафелников.
Представлява Италия на Летните олимпийски игри през 1996 г. в Атланта, където е победен в третия кръг от бъдещия шампион Андре Агаси. През 1998 г. достига до финала на Купа Дейвис, полуфинал през 1995 г. и 1996 г., като играе и двата сингъла и двойки. Той печели три титли от ATP Тур и достига още шест финала.

## Кариерна статистика

### ATP финали (3 титли; 9 финала)
|        | П–З | Година | Турнир                 | Клас           | Настилка | Опонент            | Резултат                |
| ------ | --- | ------ | ---------------------- | -------------- | -------- | ------------------ | ----------------------- |
| Загуба | 0–1 | 1994   | Щутгарт Оупън          | Шампионски     | Клей     | Алберто Берасатеги | 5–7, 3–6, 6–7(5–7)      |
| Загуба | 0–2 | 1995   | Дубай Чемпиъншипс      | Световни серии | Твърда   | Уейн Ферейра       | 3–6, 3–6                |
| Загуба | 0–3 | 1995   | Сан Марино Оупън       | Световни серии | Клей     | Томас Мустер       | 2–6, 0–6                |
| Загуба | 0–4 | 1996   | Португалия Оупън       | Световни серии | Клей     | Томас Мустер       | 6–7(4–7), 4–6           |
| Загуба | 0–5 | 1997   | Румъния Оупън          | Световни серии | Клей     | Ричард Фромберг    | 1–6, 6–7(2–7)           |
| Победа | 1–5 | 1998   | Гран При Хасан Втори   | Световни серии | Клей     | Алекс Калатрава    | 6–4, 5–7, 6–4           |
| Загуба | 1–6 | 1998   | Австрия Оупън Кицбюел  | Световни серии | Клей     | Алберт Коста       | 2–6, 6–1, 2–6, 6–3, 1–6 |
| Победа | 2–6 | 2001   | Хипо Груп Интернешънъл | Международни   | Клей     | Маркус Хипфл       | 6–0, 7–5                |
| Победа | 3–6 | 2001   | Швеция Оупън           | Международни   | Клей     | Бохдан Улихрах     | 7–5, 6–3                |